# Natri bitartrat
Mononatri tartrat hay natri bitartrat là một muối natri của axit tartaric. Natri bitartrat là một phụ gia thực phẩm được sử dụng làm chất điều chỉnh độ chua và có ký hiệu là E335.